# كيفن ودكوك
كيفن ودكوك (بالإنجليزية: Kevin Woodcock)‏ هو رسام كارتون بريطاني، ولد في 2 سبتمبر 1942 في ليستر في المملكة المتحدة، وتوفي في 2 يوليو 2007.